# Promessa all'alba
Promessa all'alba (Promise at Dawn) è un film del 1970 diretto da Jules Dassin, tratto dal romanzo La promessa dell'alba di Romain Gary.

## Trama
Nina Kacewa, giovane donna di origine ebrea, lavora come attrice nella Russia dei primi anni della rivoluzione. Intanto cresce da sola il suo unico figlio, Romain fermamente motivata ad indirizzarlo ad un futuro di gloria. I due si trasferiscono poi in Polonia dove la madre si fa passare per una grande sarta ma il dilagare dell’antisemitismo li induce a lasciare la Polonia per trasferirsi nel sud della Francia. La Madre, amorevole ma impositiva, spinge poi il figlio verso la carriera letteraria, nonostante le difficoltà a scrivere di quest'ultimo. Con il sopraggiungere della Seconda guerra mondiale, Romain entra nell'aviazione francese, continuando contemporaneamente a scrivere per realizzare le ambizioni materne.